# Johann Wilhelm Gaddum

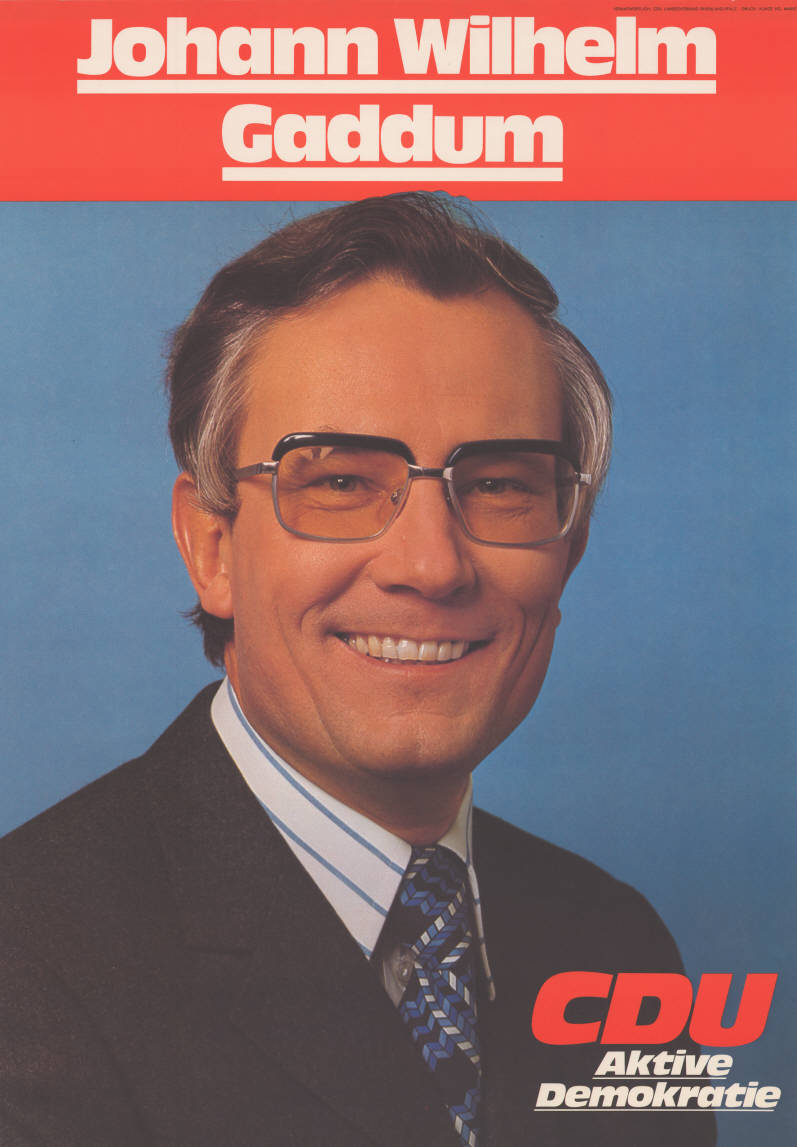
Kandidatenplakat zur Landtagswahl in Rheinland-Pfalz 1975

Johann Wilhelm Gaddum (* 18. Juni 1930 in Berlin) ist ein deutscher Unternehmer und ehemaliger Politiker (CDU).

## Leben und Beruf
Nach dem Abitur absolvierte Gaddum zunächst eine kaufmännische Ausbildung, die er mit der Kaufmannsgehilfenprüfung abschloss. Er nahm 1951 ein Studium der Wirtschafts- und Sozialwissenschaften an der Universität Köln auf, das er 1954 mit dem Examen zum Diplom-Kaufmann beendete. Seit 1955 war er als Geschäftsführer eines Mineralölgroßhandels in Neuwied tätig, den er von 1967 bis 1971 als Inhaber leitete.
Gaddum war 1985/86 Präsident der Landeszentralbank in Rheinland-Pfalz. Er wechselte im Anschluss in das Direktorium der Deutschen Bundesbank, von 1993 bis 1998 als deren Vizepräsident.

## Partei

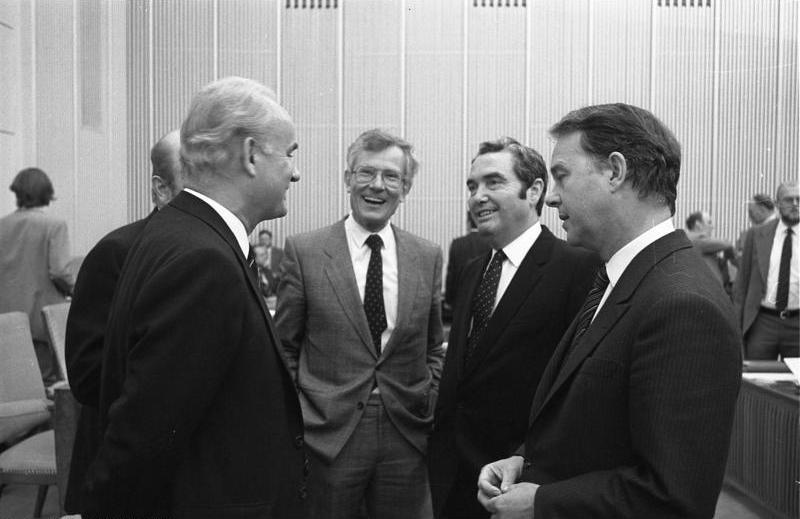
Johann W. Gaddum (3. von rechts), 1981

Gaddum ist seit 1956 Mitglied der CDU.

## Abgeordneter
Gaddum war von 1956 bis 1971 Ratsmitglied der Stadt Neuwied und dort von 1960 bis 1971 Vorsitzender der CDU-Fraktion. Dem rheinland-pfälzischen Landtag gehörte er von 1963 bis 1983 an. Hier war er von 1969 bis 1971 ebenfalls Vorsitzender der CDU-Fraktion.

## Öffentliche Ämter
Gaddum wurde am 18. Mai 1971 als Finanzminister in die von Ministerpräsident Helmut Kohl geführte Regierung des Landes Rheinland-Pfalz berufen und gehörte seit 1976 auch der von Ministerpräsident Bernhard Vogel geleiteten Folgeregierung an. Seit dem Tod von Vogel ist er der letzte noch lebende Landesminister, der unter dem Ministerpräsidenten Helmut Kohl gedient hat. Am 12. Juni 1981 wechselte er im Zuge einer Kabinettsumbildung an die Spitze des Ministeriums für Bundesangelegenheiten. Nach seiner Ernennung zum Präsidenten der Landeszentralbank schied er am 23. Mai 1985 aus der Regierung aus. Er war Vizepräsident der Deutschen Bundesbank.

## Ehrungen
- Bundesverdienstkreuz 1. Klasse (1975)
- Großes Verdienstkreuz (1981) mit Stern (1990) und Schulterband (1998) der Bundesrepublik Deutschland

## Veröffentlichungen
- Steuerreform: Einfach und gerecht! Für ein besseres Einkommensteuerrecht, 1986